# Parti bleu
Pour les articles homonymes, voir Parti bleu (homonymie).
Le Parti bleu était un groupe politique qui a émergé en 1854 au Canada-Est (aujourd'hui le Québec). Il s'appuie sur les idées réformistes modérées de Louis-Hippolyte La Fontaine.
Il s'oppose au Parti rouge.

## Histoire
Le Parti bleu forme une alliance avec les Tories au Canada-Ouest (aujourd'hui l'Ontario) à l'Assemblée législative de la Province du Canada et se joint à eux pour former les Tories du Haut-Canada. Ses chefs incluent George-Étienne Cartier.
Le parti récolte initialement ses appuis surtout chez les ultramontains dans l'Église catholique romaine. Toutefois, dans les années 1870, le parti bleu perd la confiance de personnes comme Ignace Bourget, qui appuie une nouvelle faction conservatrice, appelée les castors. Ces deux groupes cherchent à dominer le Parti conservateur du Québec dans les dernières décennies du XIXe siècle.